# Automobile Craiova
Automobile Craiova – przedsiębiorstwo z siedzibą w Krajowej w Rumunii produkujące samochody osobowe, dostawcze oraz silniki, założone w 1976 roku jako francusko-rumuńska spółka Oltcit. W 2008 roku fabryka została przejęta przez Ford Motor Company.

## Historia przedsiębiorstwa
W 1976 roku w Krajowej powstała fabryka mająca produkować małe samochody. Powstała na mocy porozumienia o utworzeniu francusko-rumuńskiej spółki akcyjnej Oltcit S.A. (udział Citroëna wynosił 36%).
Strona francuska współpracowała przy budowie i wyposażeniu fabryki (w latach 1977–1981) oraz skonstruowała samochód pod marką Oltcit (Oltenia (od regionu na terenie którego leży Krajowa) + Citroën). W 1981 roku pierwszy Oltcit ujrzał światło dzienne i otrzymał nazwę Oltcit Club, jednak w Zachodniej Europie był znany pod swoją eksportową nazwą – Citroën Axel.
Ostatnia wersja Oltcita Club produkowana była aż do 1996 roku. Po wycofaniu się Citroëna w 1991 r. zmieniono nazwę fabryki na Automobile Craiova S.A. a nazwę samochodów na Oltena. W 1994 roku zakłady rozpoczęły współpracę z Daewoo i zmieniły nazwę na Rodae Automobile (Romanian Daewoo) oraz rozpoczęły produkcję samochodów Daewoo m.in. Daewoo Cielo, Daewoo Nubira czy Daewoo Matiz, a także m.in. polskiego Daewoo Lublina, którego montaż zakończono w 2001 roku. W 1997 roku zmieniono nazwę fabryki na Daewoo Automobile Romania.
W 2008 roku fabrykę przejął Ford Motor Company. Koncern produkował tu w latach 2009 - 2012 model Transit Connect pierwszej generacji, następnie w latach 2012 - 2017 miejskiego minivana B-Max, a od jesieni 2017 wytwarza miejskiego crossovera EcoSport po drugiej modernizacji.

## Modele produkowane w fabryce
- Oltcit Club (1982–1996)
- Citroën Axel (1984–1990)
- Oltcit Club 12 CS (1993–1995)
- Daewoo Espero (1996–1998)
- Daewoo Cielo (1996–2007)
- Daewoo Lublin (1996–2001)
- Daewoo Tico (1998–2002)
- Daewoo Leganza (1998–2002)
- Daewoo Nubira (1998–2008)
- Daewoo Matiz (1999–2008)
- Daewoo Tacuma (2002–2008)
- Ford Transit Connect (2009–2012)
- Ford B-Max (2012–2017)
- Ford EcoSport (2017–2023)
- Ford Puma (od 2019)

## Galeria

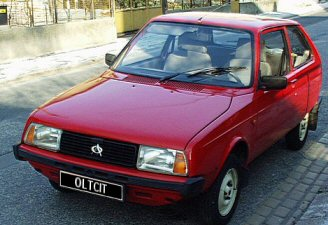
Oltcit Club Special
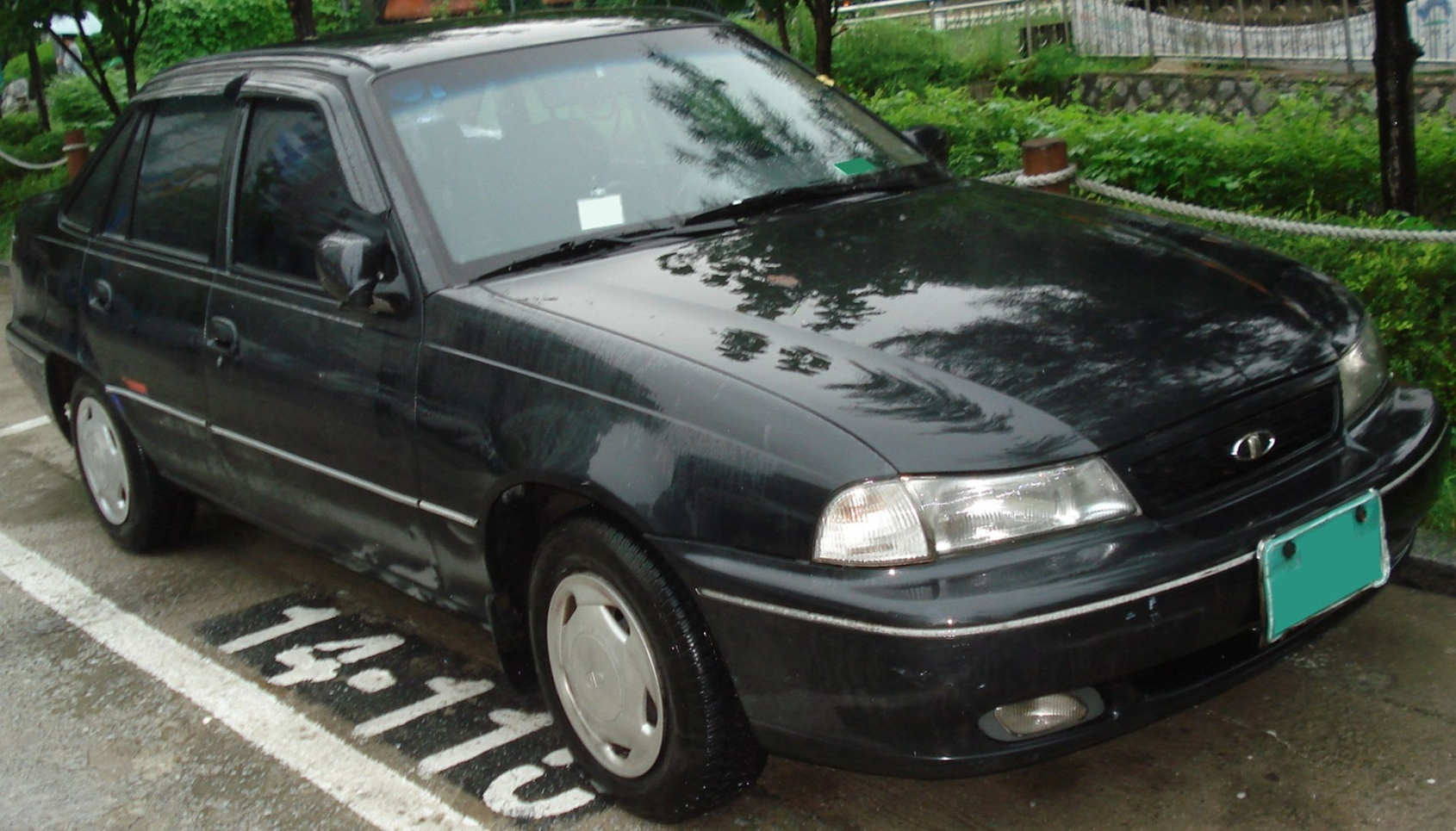
Daewoo Cielo
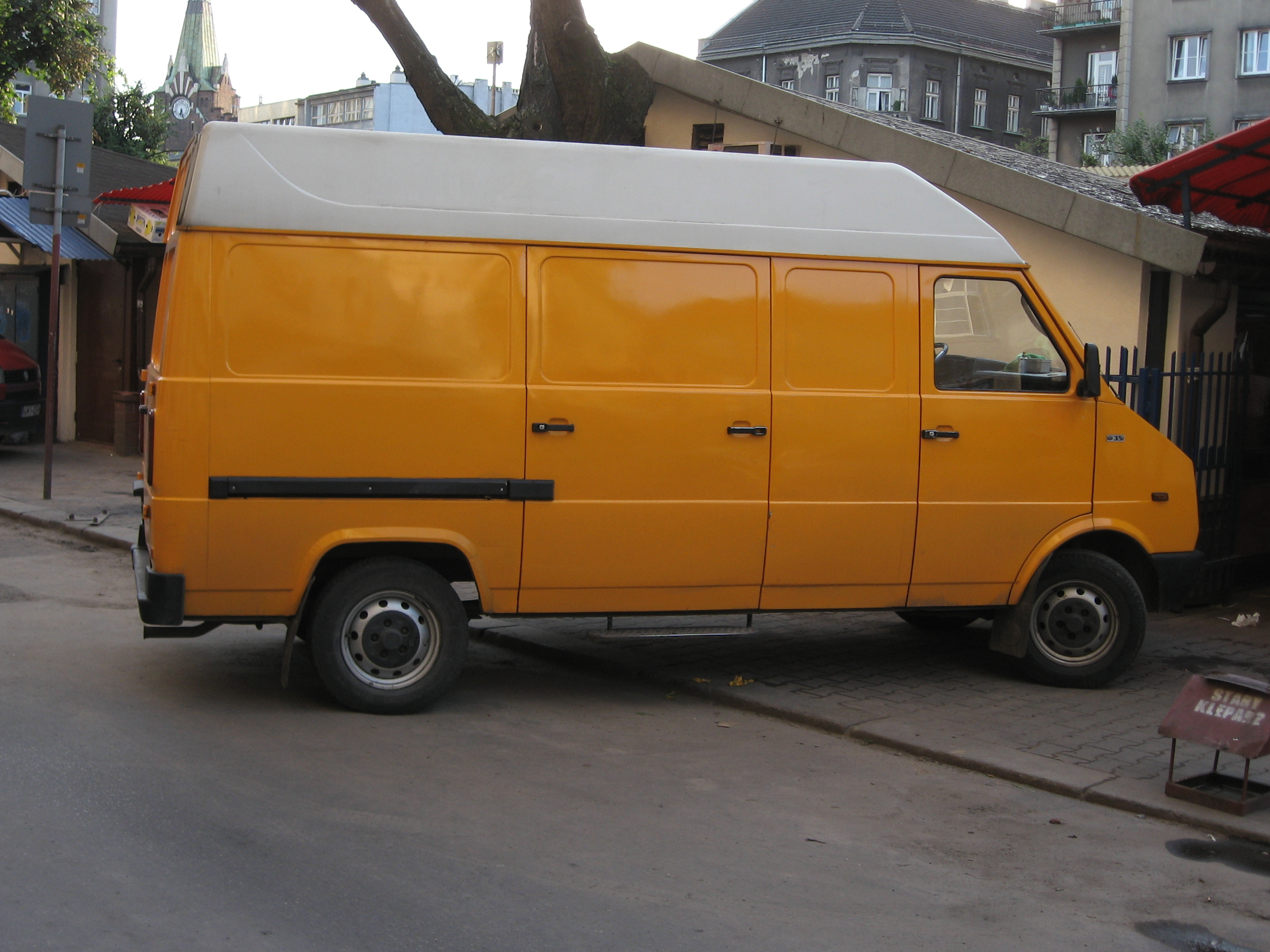
Daewoo Lublin II
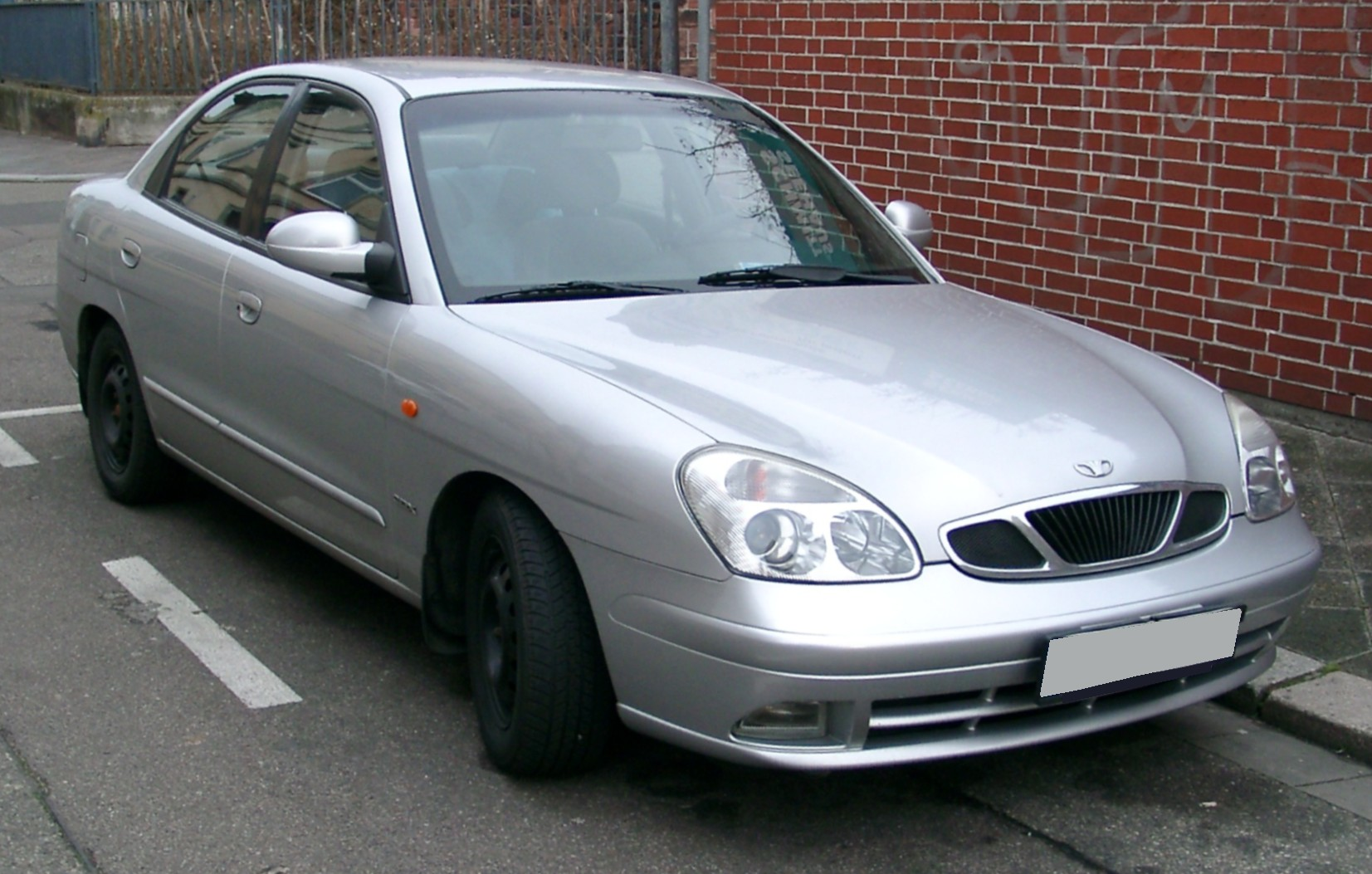
Daewoo Nubira
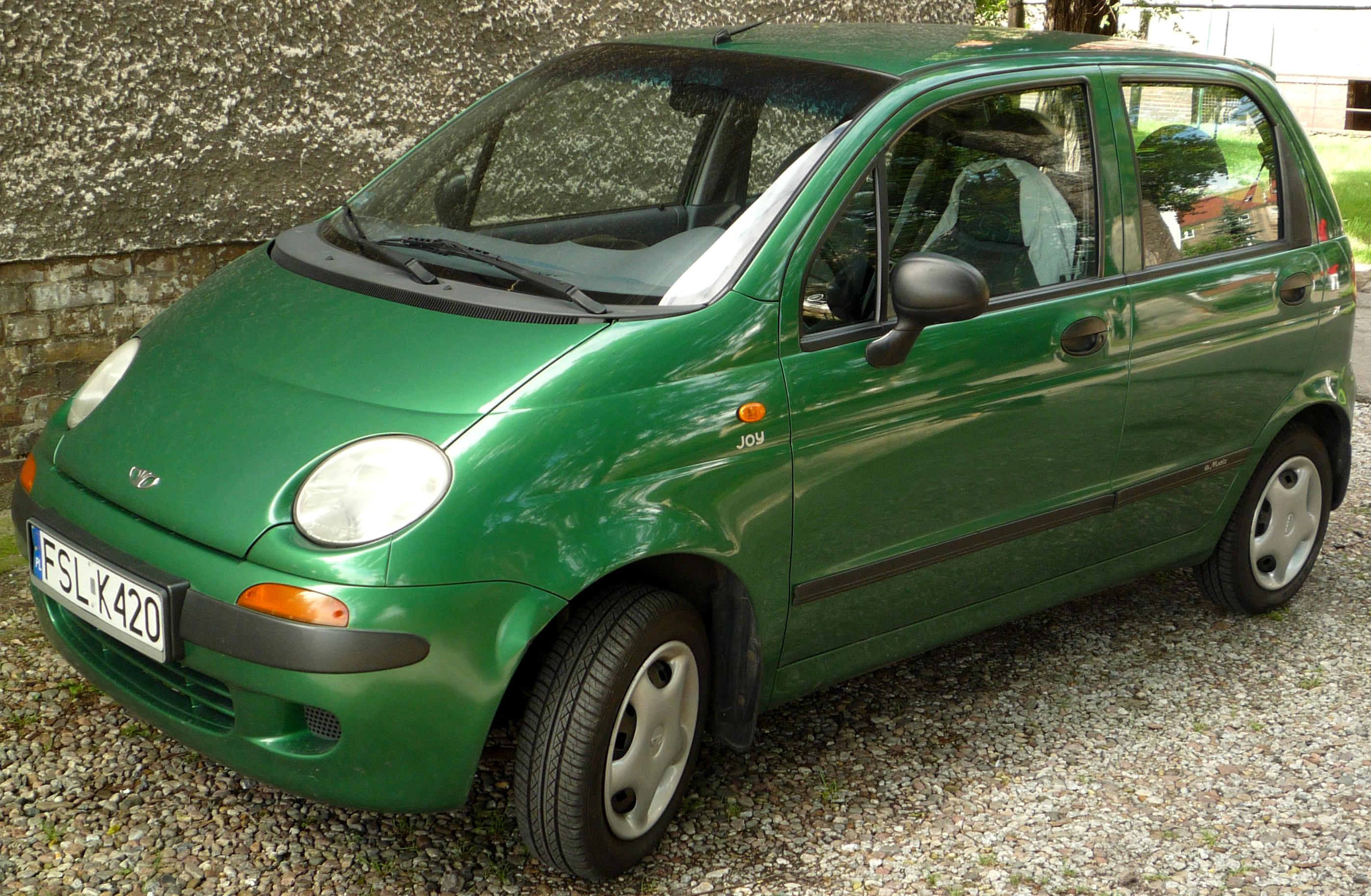
Daewoo Matiz
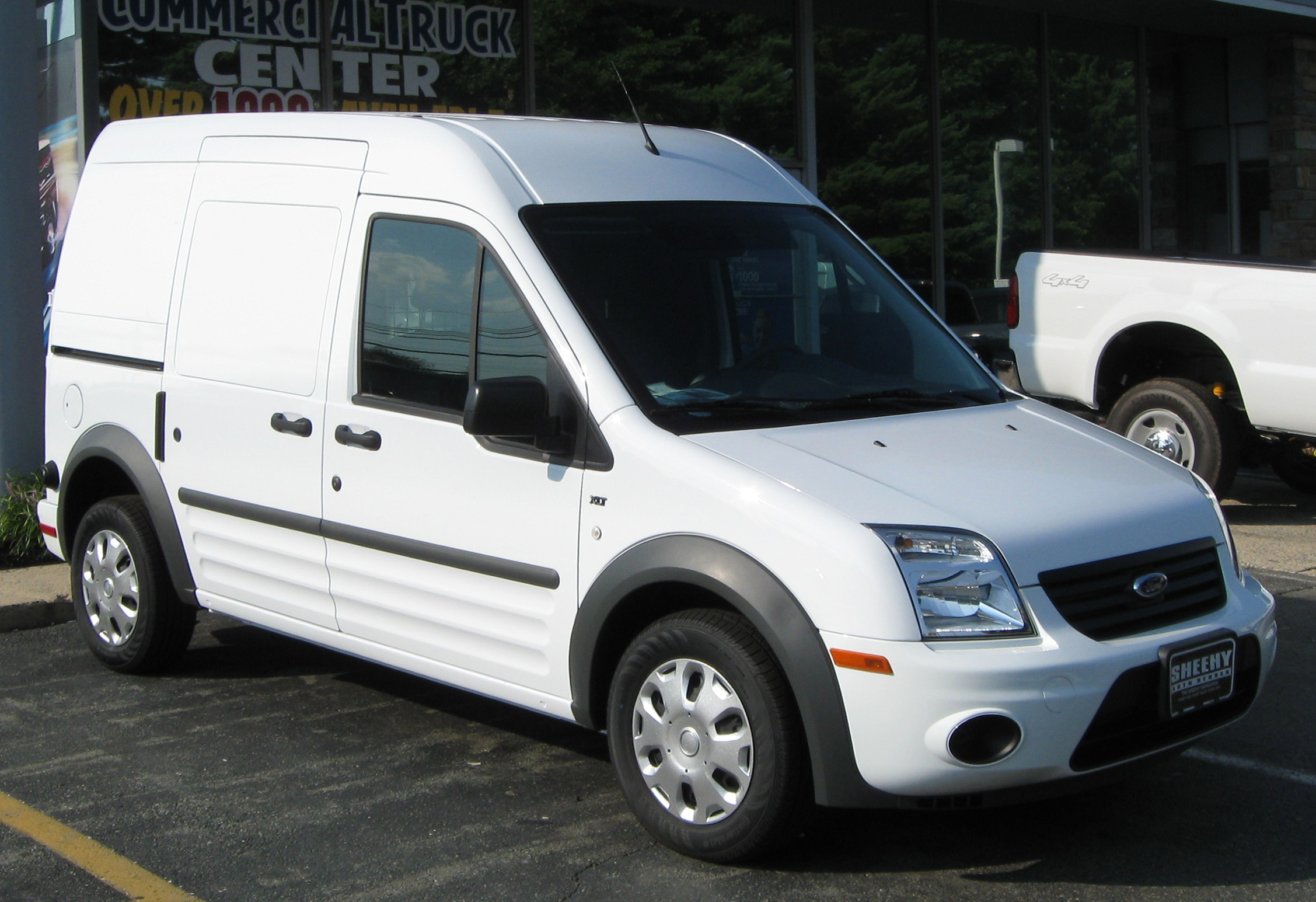
Ford Transit Connect
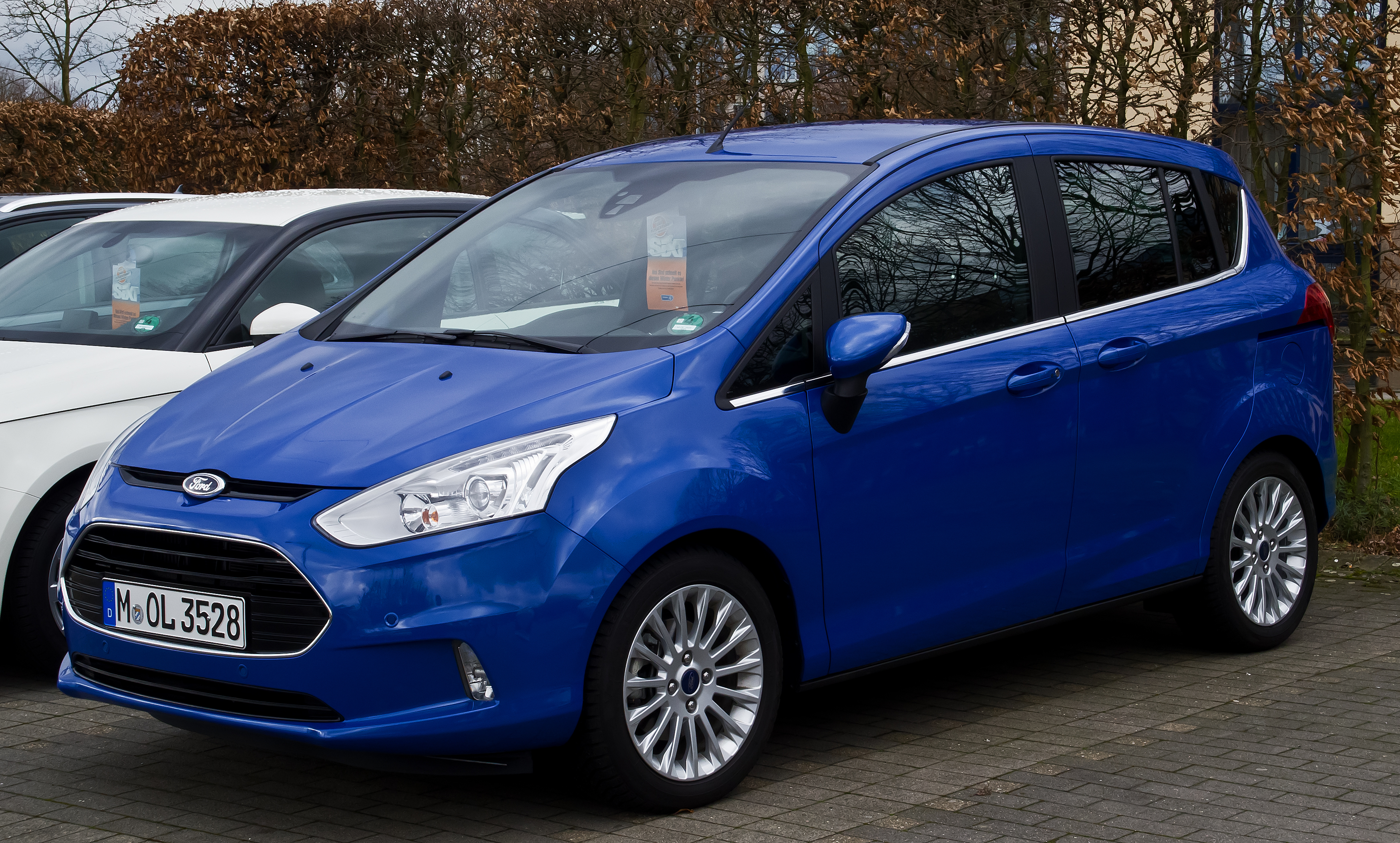
Ford B-Max
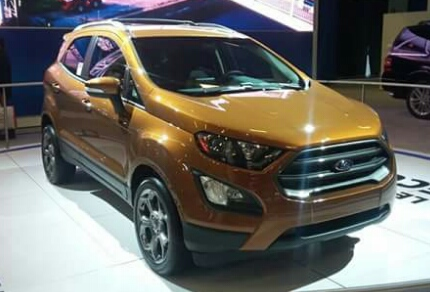
Ford EcoSport